# S/2022 J 1
S/2022 J 1 ist einer der kleineren äußeren Monde des Planeten Jupiter.

## Entdeckung und Benennung
S/2022 J 1 wurde am 30. August 2022 durch den Astronomen Scott S. Sheppard (University of Hawaii) auf Aufnahmen entdeckt, die mit dem 4,0-m-CTIO-Reflektorteleskop am Cerro Tololo–Observatorium angefertigt wurden. Die Entdeckung wurde etwa ein halbes Jahr später, nachdem genügend Daten gesammelt werden konnten, durch das Minor Planet Center am 22. Februar 2023 bekannt gegeben, der Mond erhielt die vorläufige Bezeichnung S/2022 J 1.

## Bahneigenschaften
S/2022 J 1 umläuft Jupiter in 1 Jahr 302,3 Tagen auf einer elliptischen, retrograden Umlaufbahn zwischen 17.846.900 km und 26.301.100 km Abstand zu dessen Zentrum. Die Bahnexzentrizität beträgt 0,192, die Bahn ist 165,4° gegenüber der lokalen Laplace-Ebene von Jupiter geneigt.
Der Mond ist Bestandteil der sogenannten Carme-Gruppe von Jupitermonden, die den Planeten mit Bahnhalbachsen zwischen 22,9 und 24,1 Millionen km, Bahnneigungen zwischen 164,9° und 165,5° und Bahnexzentrizitäten zwischen 0,21 und 0,27 retrograd umrunden.

## Physikalische Eigenschaften
S/2022 J 1 besitzt einen Durchmesser von etwa 2 km. Die absolute Helligkeit des Mondes beträgt 17,0 m.

## Erforschung
Der Beobachtungszeitraum von S/2022 J 1 erstreckt sich vom 30. August 2022 bis zum 29. November 2022. Die Aufnahmen wurden mit dem 6,5-m-Magellan-Baade-Teleskop am Las-Campanas-Observatorium und dem 4,0-m-Lowell-Discovery-Teleskop am Lowell-Observatorium angefertigt; es liegen insgesamt 9 erdbasierte Beobachtungen über einen Zeitraum von einem Jahr vor.